# 다르부 함수
미적분학과 위상수학에서 다르부 함수(영어: Darboux’s function)는 연결 집합의 상이 연결 집합인 함수이다. 실수에서 실수로 가는 함수의 경우 이는 구간의 상이 구간인 함수와 동치이다. 다르부 정리(영어: Darboux’s theorem) 또는 다르부 중간값 정리(영어: Darboux’s intermediate value theorem)에 따르면, 실수 구간에서 실수로 가는 미분 가능 함수의 도함수는 항상 다르부 함수이다. 이는 중간값 정리의 한 가지 일반화이다.

## 정의
두 위상 공간 {\displaystyle X}, {\displaystyle Y} 사이의 함수 {\displaystyle f\colon X\to Y}가 다음 조건을 만족시키면, 다르부 함수라고 한다.
- 연결 집합의 상은 연결 집합이다. 즉, 임의의 연결 집합 {\displaystyle A\subseteq X}에 대하여, {\displaystyle f(A)\subseteq Y}는 연결 집합이다.

실수 집합의 연결 부분 집합은 단순히 구간이다. 따라서, 구간 {\displaystyle I\subseteq \mathbb {R} } 위에 정의된 함수 {\displaystyle f\colon I\to \mathbb {R} }에 대하여, 다음 두 조건이 서로 동치이다.
- 다르부 함수이다.
- 구간의 상은 구간이다. 즉, 임의의 {\displaystyle a,b\in I} 및 {\displaystyle y\in (f(a),f(b))\cup (f(b),f(a))}에 대하여, {\displaystyle f(x)=y}인 {\displaystyle x\in (a,b)}가 존재한다.

### 어디서나 전사 함수
기수 {\displaystyle \kappa }가 주어졌다고 하자. 위상 공간 {\displaystyle X}과 집합 {\displaystyle Y} 사이의 함수 {\displaystyle f\colon X\to Y}가 다음 조건을 만족시키면, {\displaystyle \kappa }-어디서나 전사 함수(영어: {\displaystyle \kappa }-everywhere surjective function)라고 한다.
- 임의의 {\displaystyle y\in Y}에 대하여, {\displaystyle f^{-1}(y)}는 {\displaystyle \kappa }-조밀 집합이다 (즉, 임의의 공집합이 아닌 열린집합 {\displaystyle U\subseteq X}에 대하여, {\displaystyle |U\cap f^{-1}(y)|\geq \kappa }).

1-어디서나 전사 함수를 어디서나 전사 함수(영어: everywhere surjective function)라고 한다. 즉, 임의의 {\displaystyle y\in Y}에 대하여, {\displaystyle f^{-1}(y)}는 조밀 집합이어야 한다. 이는 임의의 공집합이 아닌 열린집합 {\displaystyle U\subseteq X}에 대하여, {\displaystyle f(U)=Y}인 조건과 동치이다. 위상 공간 {\displaystyle X} 위의 {\displaystyle |X|}-어디서나 전사 함수 {\displaystyle X\to X}를 강하게 어디서나 전사 함수(영어: strongly everywhere surjective function)라고 한다.
위상 공간 {\displaystyle X}과 집합 {\displaystyle Y} 사이의 함수 {\displaystyle f\colon X\to Y}가 다음 조건을 만족시키면, 완전 어디서나 전사 함수(영어: perfectly everywhere surjective function)라고 한다.
- 임의의 공집합이 아닌 완전 집합 {\displaystyle P\subseteq X}에 대하여, {\displaystyle f(P)=Y}

### 둘레 연속 함수
두 위상 공간 {\displaystyle X}, {\displaystyle Y} 사이의 함수 {\displaystyle f\colon X\to Y}가 다음 조건을 만족시키면, 둘레 연속 함수(영어: peripherally continouous function)라고 한다.
- 임의의 {\displaystyle x\in X} 및 열린 근방 {\displaystyle U\ni x}, {\displaystyle V\ni f(x)}에 대하여, {\displaystyle \operatorname {cl} W\subseteq U}, {\displaystyle f(\partial W)\subset V}인 열린 근방 {\displaystyle W\ni x}가 존재한다.

## 성질

### 함의 관계
중간값 정리에 따르면, 모든 연속 함수는 다르부 함수이다. 그러나 그 역은 일반적으로 성립하지 않는다. 예를 들어, 어디서나 전사 함수 {\displaystyle \mathbb {R} \to \mathbb {R} }는 항상 다르부 함수이지만, 연속점을 갖지 않는다. 
함수 {\displaystyle \mathbb {R} \to \mathbb {R} }에 대하여, 다음 함의 관계가 성립한다.
완전 어디서나 전사 함수 ⇒ 강하게 어디서나 전사 함수 ⇒ 어디서나 전사 함수 ⇒ 다르부 함수 ⇒ 조밀 그래프를 갖는 함수 ⇒ 둘레 연속 함수
각 함의의 역은 성립하지 않는다.

### 다르부 정리
다르부 정리에 따르면, 임의의 폐구간 {\displaystyle [a,b]\subseteq \mathbb {R} } 및 미분 가능 함수 {\displaystyle f\colon [a,b]\to \mathbb {R} }에 대하여, 도함수 {\displaystyle f'\colon [a,b]\to \mathbb {R} }는 다르부 함수이다. 특히, 임의의 {\displaystyle y\in (f'(a),f'(b))\cup (f'(b),f'(a))}에 대하여,
{\displaystyle f'(x)=y}
인 {\displaystyle x\in (a,b)}가 존재한다.:224–225
다르부 정리의 증명:
편의상 {\displaystyle f'(a)<y<f'(b)}라고 하자.
{\displaystyle g\colon [a,b]\to \mathbb {R} }
{\displaystyle g\colon t\mapsto yt-f(t)}
라고 하자. 그렇다면 {\displaystyle g}는 연속 함수이며, 어떤 {\displaystyle x\in [a,b]}에서 최댓값 {\displaystyle g(x)}를 갖는다 (최대 최소 정리).
이제, {\displaystyle x=a}라고 가정하자. 그렇다면 {\displaystyle g(a)}가 최댓값이므로, 임의의 {\displaystyle t\in [a,b]}에 대하여 {\displaystyle 0\geq (g(t)-g(a))/(t-a)}이다. 따라서 {\displaystyle 0\geq g'(a)=y-f'(a)}이며, 이는 모순이다. 즉, {\displaystyle x\neq a}이다. 마찬가지로 {\displaystyle x\neq b}임을 보일 수 있다. 이에 따라 {\displaystyle x\in (a,b)}이며,
{\displaystyle 0=g'(x)=y-f'(x)}
이다 (페르마 임계점 정리). 즉, {\displaystyle f'(x)=y}이다.

### 충분히 많은 역의 반례의 존재
모든 0이 아닌 원소가 어디서나 전사 함수 {\displaystyle \mathbb {R} \to \mathbb {R} }인 {\displaystyle 2^{2^{\aleph _{0}}}}차원 실수 벡터 공간이 존재한다. 즉, 중간값 정리의 역의 반례는 ‘충분히 많이’ 존재한다. 보다 일반적으로, 체 {\displaystyle K} 위의 벡터 공간 {\displaystyle V}의 부분 집합 {\displaystyle M\subset V}에 대하여, {\displaystyle \lambda (M)}이 {\displaystyle W\subset M\cup \{0\}}인 {\displaystyle \kappa }차원 부분 벡터 공간 {\displaystyle W\subset V}가 존재하지 않는 가장 작은 기수 {\displaystyle \kappa }라고 하자. (특히, {\displaystyle \lambda (M)}이 따름 기수 {\displaystyle \kappa ^{+}}일 경우, {\displaystyle \kappa }는 벡터 공간 {\displaystyle W\subset M\cup \{0\}}의 최대 차원이다.) 그렇다면, {\displaystyle V={\mathbb {R} }^{\mathbb {R} }}에 대하여 다음 결과들이 있다.
| {\displaystyle M}                                        | {\displaystyle \lambda (M)}                           |
| -------------------------------------------------------- | ----------------------------------------------------- |
| 완전 어디서나 전사 함수                                  | {\displaystyle (2^{2^{\aleph _{0}}})^{+}}:83, Table 1 |
| 완전 어디서나 전사 함수가 아닌 강하게 어디서나 전사 함수 | {\displaystyle (2^{2^{\aleph _{0}}})^{+}}:83, Table 1 |
| 강하게 어디서나 전사 함수가 아닌 어디서나 전사 함수      | {\displaystyle (2^{2^{\aleph _{0}}})^{+}}:83, Table 1 |
| 어디서나 전사 함수가 아닌 다르부 함수                    | {\displaystyle (2^{2^{\aleph _{0}}})^{+}}:83, Table 1 |
| 다르부 함수가 아닌 둘레 연속 함수                        | {\displaystyle (2^{2^{\aleph _{0}}})^{+}}:83, Table 1 |
| 전사 연속 함수                                           | {\displaystyle (2^{\aleph _{0}})^{+}}                 |
| 단사 함수                                                | {\displaystyle 1^{+}}:83, Theorem 2.17                |

## 예
함수
{\displaystyle f\colon \mathbb {R} \to \mathbb {R} }
{\displaystyle f\colon x\mapsto {\begin{cases}\sin(1/x)&x\neq 0\\0&x=0\end{cases}}}
는 다르부 함수이지만 0에서 연속이 아니며, 0이 아닌 모든 점에서 연속이다. 다르부 함수는 연속점을 전혀 가지지 않을 수도 있으므로, 이는 중간값 정리의 역의 비교적 ‘약한’ 반례이다.
임의의 무한 기수 {\displaystyle \kappa } 및 크기 {\displaystyle \kappa }의 위상 공간 {\displaystyle X}에 대하여, 다음 두 조건이 서로 동치이다.
- 어디서나 전사 함수 {\displaystyle X\to X}가 존재한다.
- 임의의 공집합이 아닌 열린집합의 크기가 {\displaystyle \kappa }이며, 또한 {\displaystyle \kappa }개의 서로소 조밀 집합을 갖는다.

구체적으로, {\displaystyle \kappa }개의 서로소 조밀 집합들의 집합 {\displaystyle {\mathcal {F}}\subset {\mathcal {P}}(X)}와 전단사 함수 {\displaystyle \phi \colon {\mathcal {F}}\to X}가 주어졌을 때, 함수
{\displaystyle f\colon X\to X}
{\displaystyle f\colon x\mapsto {\begin{cases}\phi (D)&x\in D\in {\mathcal {F}}\\0&x\not \in D\forall D\in {\mathcal {F}}\end{cases}}}
는 어디서나 전사 함수이다. 특히, {\displaystyle X=\mathbb {R} }의 경우 {\displaystyle {\mathcal {F}}=\mathbb {R} /\mathbb {Q} }로 취할 수 있다.

### 강하게 어디서나 전사 함수가 아닌 어디서나 전사 함수
콘웨이 13진 함수(영어: Conway base-13 function) {\displaystyle f\colon \mathbb {R} \to \mathbb {R} }는 다음과 같다.
- 만약 {\displaystyle x\in \mathbb {R} }의 13진법 전개가 {\displaystyle x=a_{1}a_{2}\cdots a_{p}.b_{1}b_{2}\cdots b_{q}\mathrm {A} c_{1}c_{2}\dots c_{r}\mathrm {C} d_{1}d_{2}d_{3}\cdots _{(13)}} ({\displaystyle a_{i},b_{i}\in \{0,1,\dots ,9,\mathrm {A} ,\mathrm {B} ,\mathrm {C} \}}, {\displaystyle c_{i},d_{i}\in \{0,1,\dots ,9\}}) 꼴이라면, {\displaystyle f(x)}의 십진법 전개는 {\displaystyle f(x)=c_{1}c_{2}\cdots c_{r}.d_{1}d_{2}d_{3}\cdots }이다.
- 만약 {\displaystyle x\in \mathbb {R} }의 13진법 전개가 {\displaystyle x=a_{1}a_{2}\cdots a_{p}.b_{1}b_{2}\cdots b_{q}\mathrm {B} c_{1}c_{2}\dots c_{r}\mathrm {C} d_{1}d_{2}d_{3}\cdots _{(13)}} ({\displaystyle a_{i},b_{i}\in \{0,1,\dots ,9,\mathrm {A} ,\mathrm {B} ,\mathrm {C} \}}, {\displaystyle c_{i},d_{i}\in \{0,1,\dots ,9\}}) 꼴이라면, {\displaystyle f(x)}의 십진법 전개는 {\displaystyle f(x)=-c_{1}c_{2}\cdots c_{r}.d_{1}d_{2}d_{3}\cdots }이다.
- 만약 {\displaystyle x\in \mathbb {R} }의 13진법 전개가 위 두 가지 형태가 아니라면, {\displaystyle f(x)=0}이다.

콘웨이 13진 함수는 다음 성질들을 만족시킨다.
- 어디서나 전사 함수이다. (따라서 다르부 함수이며, 연속점을 갖지 않는다.)[1]
- 강하게 어디서나 전사 함수가 아니다. (사실 임의의 {\displaystyle y\neq 0}의 원상은 가산 무한 집합이다.)
- 주기 1의 주기 함수이다.[1]
- 유리수의 상은 유리수이다.[1]

### 완전 어디서나 전사 함수가 아닌 강하게 어디서나 전사 함수
끝점이 유리수인 모든 개구간의 집합 {\displaystyle \{(a_{i},b_{i})\colon i\in \mathbb {N} \}}이 주어졌다고 하자. 그렇다면, 가산 개의 서로소 칸토어 집합
{\displaystyle C_{0}\subset (a_{0},b_{0})}
{\displaystyle C_{1}\subset (a_{1},b_{1})\setminus C_{0}}
{\displaystyle C_{2}\subset (a_{2},b_{2})\setminus (C_{0}\cup C_{1})}
{\displaystyle \vdots }
이 존재한다. (이는 칸토어 집합의 르베그 측도가 0이기 때문이다.) 칸토어 집합은 곱공간
{\displaystyle \{0,1\}^{\aleph _{0}}\cong \{0,1\}^{\aleph _{0}}\times \{0,1\}^{\aleph _{0}}=\bigcup _{j\in \{0,1\}^{\aleph _{0}}}(\{0,1\}^{\aleph _{0}}\times \{j\})}
과 위상 동형이므로, 각 {\displaystyle C_{i}}는 칸토어 집합과 위상 동형인 {\displaystyle 2^{\aleph _{0}}}개의 서로소 집합들 {\displaystyle C_{ij}}의 합집합이다.
{\displaystyle C_{i}=\bigcup _{j<2^{\aleph _{0}}}C_{ij}}
임의의 전단사 함수 {\displaystyle \phi _{ij}\colon C_{ij}\to \mathbb {R} }들을 취하자. 다음 함수를 정의하자.
{\displaystyle f\colon \mathbb {R} \to \mathbb {R} }
{\displaystyle f\colon x\mapsto {\begin{cases}\phi _{ij}(x)&x\in C_{ij}\\0&x\not \in C_{0}\cup C_{1}\cup \cdots \end{cases}}}
그렇다면, {\displaystyle f}는 거의 어디서나 0이며, 강하게 어디서나 전사 함수이지만, 완전 어디서나 전사 함수가 아니다 (이는 칸토어 집합 {\displaystyle C\subset \mathbb {R} \setminus (C_{0}\cup C_{1}\cup \cdots )}이 존재하기 때문이다).:490, Example 2.8

### 완전 어디서나 전사 함수
실수의 (공집합이 아닌) 완전 집합의 집합을 {\displaystyle {\mathcal {A}}\subset {\mathcal {P}}(\mathbb {R} )}로 표기하자. 또한,
{\displaystyle {\mathcal {A}}\times \mathbb {R} =\{(P_{i},y_{i})\colon i<2^{\aleph _{0}}\}}
이라고 하자. (실수의 닫힌집합의 수는 {\displaystyle 2^{\aleph _{0}}}이다. 표준적인 칸토어 집합을 평행 이동하여 얻는 집합은 모두 완전 집합이다. 따라서, {\displaystyle |{\mathcal {A}}|=2^{\aleph _{0}}}이다.) 실수의 완전 집합의 크기는 항상 {\displaystyle 2^{\aleph _{0}}}이므로, 초한 귀납법을 통해 다음과 같은 실수 집합 {\displaystyle \{x_{i}\colon i<2^{\aleph _{0}}\}\subset \mathbb {R} }을 취할 수 있다.
{\displaystyle x_{i}\in P_{i}\setminus \{x_{j}\colon j<i\}}
이제,
{\displaystyle f\colon \mathbb {R} \to \mathbb {R} }
{\displaystyle f\colon x\mapsto {\begin{cases}y_{i}&x=x_{i}\\0&x\neq x_{i}\forall i<2^{\aleph _{0}}\end{cases}}}
라고 하자. 그렇다면, {\displaystyle f}는 완전 어디서나 전사 함수이다.:492, Example 2.12

## 역사
일부 오래된 서적에서는 구간의 상이 구간인 성질이 연속 함수 {\displaystyle \mathbb {R} \to \mathbb {R} }의 정의로 잘못 쓰였다. (사실 이는 연속 함수보다 훨씬 약한 성질이다.) 이러한 오류는 장 가스통 다르부가 1875년에 지적하였다.

## 같이 보기
- 다르부 정리